# Abdellatif Filali
Abdellatif Filali (Beni Mellal, Marrocos, 26 de janeiro de 1928 – Clamart, França, 20 de março de 2009) foi um político e diplomata marroquino sob o reinado de Hassan II de Marrocos. Foi primeiro-ministro do seu país entre 25 de maio de 1994 e 4 de fevereiro de 1998.

## Carreira
Iniciou sua carreira diplomática nas Nações Unidas como Encarregado de Negócios do Marrocos entre 1958 e 1959 em Nova York, depois na França de 1961 a 1962. Em 17 de junho de 1968 tornou-se Ministro do Ensino Superior no governo de Mohamed Benhima.
Em 4 de agosto de 1971, foi nomeado Ministro das Relações Exteriores do governo de Mohammed Karim Lamrani, em 12 de abril de 1972 foi reconduzido ao mesmo cargo.
Em 1973, foi nomeado Embaixador do Reino de Marrocos em Madri, nomeadamente negociou a retirada das tropas militares espanholas do Sahara Ocidental.

Filali serviu como embaixador do Marrocos em vários países importantes, incluindo Espanha, Argélia, Reino Unido e China. Em seguida, ele serviu como primeiro-ministro do Marrocos de 25 de maio de 1994 a 4 de fevereiro de 1998. Ele também atuou como ministro das Relações Exteriores do Marrocos de 1985 a 1999.  Além disso, ocupou o ministro da pasta do estado durante seu mandato como primeiro-ministro.  Ele iniciou as transmissões de TV nos dialetos berberes marroquinos. Filali foi substituído por Abderrahmane Youssouficomo primeiro-ministro em 1998.